# Кулешов, Владимир Алексеевич
Влади́мир Алексе́евич Кулешо́в (26 июня 1941, Нижне-Чирская, Сталинградская область — 22 сентября 1999) — советский актёр; Народный артист Белорусской ССР (1979).

## Биография
Окончил Белорусский государственный театрально-художественный институт (1964). Актёр Белорусского Государственного академического драматического театра имени Якуба Коласа.

## Фильмография
- 1971 — Мировой парень: Снайкер
- 1971 — Отец: эпизод
- 1974 — Мы — хлопцы живучие: расстрелянный
- 1974 — Пламя: партизан (нет в титрах)
- 1977 — Чёрная берёза: Макар Петрович Журавель
- 1979 — Время выбрало нас: Волгин
- 1979 — Соседи: Василий Афанасьевич, председатель сельсовета
- 1980 — Половодье
- 1980 — Третьего не дано: Воронович
- 1981 — Полесская хроника: Люди на болоте: Прокоп
- 1981 — Фруза: шофёр Пархомов
- 1982 — Личные счёты: Алексей Яковлевич, директор завода «Красный витязь»
- 1982 — Полесская хроника: Дыхание Грозы: Прокоп
- 1982 — Полигон: генерал-майор Лукашин, командир дивизии
- 1983 — Жил-был Пётр: Юрий Павлович
- 1984 — Поединок
- 1985 — Друзей не выбирают — Павел Филимонович
- 1985 — Законный брак: эпизод
- 1985 — С юбилеем подождём: эпизод, на празднике / участник совещания в райкоме
- 1986 — Знак беды: Корнило
- 1987 — Сильнее всех других приказал: мистер Кордуэл
- 1988 — Благородный разбойник Владимир Дубровский: лакей Троекурова
- 1988 — Любовь к ближнему| Новелла 2: эпизод
- 1988 — Мудромер: посетитель в приемной министра
- 1988 — Наш бронепоезд: рабочий
- 1990 — Наш человек в Сан-Ремо: председатель жюри
- 1990 — Плач перепёлки: полковой комиссар
- 1993 — Чёрный аист: цыганский барон
- 1994 — Крысиные похороны по Брэму Стокеру: констебль
- 1994 — Шляхтич Завальня, или Беларусь в фантастических рассказах: Редько
- 1995 — На чёрных лядах: казак